# Восстание мале
Восста́ние мале́ (порт. Revolta dos Malês) — крупное восстание рабов-мусульман, произошедшее 25 января 1835 года в бразильском городе Салвадоре (штат Баия). Данное восстание стало крупнейшим на всем континенте выступлением рабов, и вызвало общенациональный резонанс. Восставших называли мале (malê), что с языка йоруба переводится как «мусульманин». Организаторами восстания были свободный житель Байи, торговец табаком Элисбау ду Карму и раб Луис (мусульманское имя Саним), которые готовились в течение года.
Страдавших от тягот рабства, а также от религиозной дискриминации рабы разработали план восстания и назвали его джихадом. В ночь на с 25-го на 26 января около 300 рабов вышло на улицы центрального района Витория (Vit’oria) и направились к окраине Аква дос Менинос ('Aqua dos Meninos). Там они планировали соединиться с другой группировкой, захватить окрестные фазенды и поднять рабов на борьбу. Восставшие убили двух охранников тюрьмы и освободили заключённых негров. В районе Аква дос Менинос рабов окружили солдаты и после нескольких часов боя восставшие были разбиты. Около 200 человек попало в плен, из них 4 лидера восстания были расстреляны.
Данное восстание стало крупнейшим на всем континенте выступлением рабов, и вызвало общенациональный резонанс. Несмотря на подавление восстания и жестокое наказание его участников правительство увеличило своё внимание и скорректировало политику по отношению к бразильским мусульманам.